# Olimpiada szachowa 2004
| 36. Olimpiada szachowa Calviá 2004 |
| 2002 2006                          |

36. Olimpiada szachowa 2004 (zarówno w konkurencji kobiet, jak i mężczyzn) rozegrana została w Calvii w dniach 14 – 31 października 2004 roku.

## Olimpiada szachowa mężczyzn
Wyniki końcowe (129 drużyn, system szwajcarski, 14 rund).
| Miejsce | Kraj                | Punkty |
| ------- | ------------------- | ------ |
| 1       | Ukraina             | 39½    |
| 2       | Rosja               | 36½    |
| 3       | Armenia             | 36½    |
| 4       | Stany Zjednoczone   | 35     |
| 5       | Izrael              | 34½    |
| 6       | Indie               | 34     |
| 7       | Kuba                | 33½    |
| 8       | Holandia            | 33     |
| 9       | Bułgaria            | 32½    |
| 10      | Hiszpania (I)       | 32½    |
| 11      | Grecja              | 32½    |
| 12      | Polska              | 32     |
| 13      | Szwajcaria          | 32     |
| 14      | Uzbekistan          | 32     |
| 15      | Serbia i Czarnogóra | 32     |
| 16      | Niemcy              | 32     |
| 17      | Słowenia            | 32     |
| 18      | Białoruś            | 32     |

| Miejsce | Kraj                 | Punkty |
| ------- | -------------------- | ------ |
| 19      | Filipiny             | 32     |
| 20      | Rumunia              | 32     |
| 21      | Gruzja               | 31½    |
| 22      | Azerbejdżan          | 31½    |
| 23      | Francja              | 31½    |
| 24      | Chiny                | 31½    |
| 25      | Bośnia i Hercegowina | 31½    |
| 26      | Kazachstan           | 31½    |
| 27      | Litwa                | 31½    |
| 28      | Dania                | 31½    |
| 29      | Czechy               | 31     |
| 30      | Anglia               | 31     |
| 31      | Węgry                | 31     |
| 32      | Estonia              | 31     |
| 33      | Łotwa                | 31     |
| 34      | Argentyna            | 31     |
| 35      | Australia            | 31     |
| 36      | Mołdawia             | 30½    |

### Medaliści drużynowi
| Medale złote | Medale srebrne | Medale brązowe |
| Ukraina 1. Wasyl Iwanczuk · 2. Rusłan Ponomariow · 3. Andrij Wołokitin · 4. Ołeksandr Moisejenko · 5. Pawło Eljanow · 6. Siergiej Kariakin · | Rosja 1. Aleksander Moroziewicz · 2. Piotr Swidler · 3. Aleksandr Griszczuk · 4. Aleksiej Driejew · 5. Aleksandr Chalifman · 6. Wadim Zwiagincew · | Armenia 1. Wladimir Hakopian · 2. Lewon Aronian · 3. Rafajel Wahanian · 4. Symbat Lyputian · 5. Gabriel Sarksjan · 6. Artaszes Minasjan · |

### Medaliści za wyniki indywidualne
| Szachownica      | Złote              | Srebrne               | Brązowe                |
| I                | Ewgeni Ermenkow    | Andrés Rodríguez Vila | Michael Adams          |
| II               | Mohamed Tissir     | Nguyễn Anh Dũng       | Badzaryn Chatanbaatar  |
| III              | Rafajel Wahanian   | Władimir Georgiew     | José González García   |
| IV               | Baadur Dżobawa     | Grigorij Kajdanow     | Gadir Gusejnow         |
| V                | Vaidas Sakalauskas | Serik Temirbajew      | Jean-Marc Degraeve     |
| VI               | Siergiej Kariakin  | Ibrahim Chahrani      | William Bermúdez Adams |
| Wynik rankingowy | Baadur Dżobawa     | Viswanathan Anand     | Wasyl Iwanczuk         |

### Wyniki reprezentantów Polski
| Zawodnicy                                                                                        | Punkty        | Partie       |
| ------------------------------------------------------------------------------------------------ | ------------- | ------------ |
| Bartłomiej Macieja Michał Krasenkow Robert Kempiński Kamil Mitoń Bartosz Soćko Łukasz Cyborowski | 6½ 7 6 3 7½ 2 | 12 10 6 12 4 |

## Olimpiada szachowa kobiet
Wyniki końcowe (87 drużyn, system szwajcarski, 14 rund).
| Miejsce | Kraj              | Punkty |
| ------- | ----------------- | ------ |
| 1       | Chiny             | 31     |
| 2       | Stany Zjednoczone | 28     |
| 3       | Rosja             | 27½    |
| 4       | Gruzja            | 27½    |
| 5       | Francja           | 25½    |
| 6       | Węgry             | 25     |
| 7       | Słowacja          | 25     |
| 8       | Anglia            | 25     |
| 9       | Indie             | 24½    |
| 10      | Polska            | 24½    |
| 11      | Armenia           | 24½    |

| Miejsce | Kraj                | Punkty |
| ------- | ------------------- | ------ |
| 12      | Holandia            | 24½    |
| 13      | Litwa               | 24     |
| 14      | Bułgaria            | 24     |
| 15      | Szwecja             | 24     |
| 16      | Serbia i Czarnogóra | 24     |
| 17      | Niemcy              | 24     |
| 18      | Ukraina             | 23½    |
| 19      | Słowenia            | 23½    |
| 20      | Rumunia             | 23½    |
| 21      | Wietnam             | 23½    |
| 22      | Azerbejdżan         | 23     |

### Medalistki drużynowe
| Medale złote                                                   | Medale srebrne                                                                                  | Medale brązowe                                                                                              |
| Chiny 1. Xie Jun · 2. Xu Yuhua · 3. Zhao Xue · 4. Huang Qian · | Stany Zjednoczone 1. Zsuzsa Polgár · 2. Irina Krush · 3. Anna Zatonskih · 4. Jennifer Shahade · | Rosja 1. Aleksandra Kostieniuk · 2. Tatjana Kosincewa · 3. Jekatierina Kowalewska · 4. Nadieżda Kosincewa · |

### Medalistki za wyniki indywidualne
| Szachownica      | Złote              | Srebrne                 | Brązowe                  |
| I                | Viktorija Čmilytė  | Zsuzsa Polgár           | Elvira Berend            |
| II               | Szidónia Vajda     | Corina-Isabela Peptan   | Barbara Hund             |
| III              | Zhao Xue           | Irene Kharisma Sukandar | Tüwszintögsijn Batczimeg |
| IV               | Nadieżda Kosincewa | Marija Wełczewa         | Marta Zielińska          |
| Wynik rankingowy | Zsuzsa Polgár      | Xie Jun                 | Zhao Xue                 |

### Wyniki reprezentantek Polski
| Zawodniczki                                                      | Punkty     | Partie     |
| ---------------------------------------------------------------- | ---------- | ---------- |
| Iweta Radziewicz Monika Soćko Joanna Dworakowska Marta Zielińska | 7 5½ 4½ 7½ | 13 10 9 10 |